# Maisúr
Maisúr je druhé největší město v indickém státě Karnátaka. Je administrativním centrem okresu Maisúr a nachází se asi 146 km jihozápadně od hlavního města Karnátaky Bengalúru. Město má okolo devíti set tisíc obyvatel a rozlohu 128,42 km².